# Entex Industries
A Entex Industrias, Inc.  foi uma fabricante de brinquedos e jogos eletrônicos com sede em Compton, Califórnia. A empresa atuou nas décadas de 1970 e 1980. 

## História
A empresa foi formada em 1970 por G.A. (Tony) Clowes, Nicholas Carlozzi e Nick Underhill.  Foi baseada no Boulevard West Artesia, 303, em Compton. Seu nome foi derivado da retirada das iniciais de Nicholas e Tony e da adição de um 'X' no final para formar NTX, que quando falado soa como Entex. A inicial de Nick Underhill não foi incluída, pois ele ingressou na empresa depois que o nome já havia sido escolhido, mas antes da abertura dos negócios. O logotipo da empresa consistia em um alvo RAF com um rosto sorridente no meio. Em 1980, a empresa alcançou vendas superiores a US$ 100 milhões. A empresa desistiu no início dos anos 80, em parte devido ao aumento da concorrência de consoles de videogame e jogos de computador que rapidamente se tornaram uma forma preferida de entretenimento, graças à indústria de jogos eletrônicos. 

## Produtos
A empresa originalmente criou kits de modelos e tijolos de brinquedo conectáveis do tipo Lego, chamados Loc Blocs,  antes de passar para o mercado de jogos eletrônicos portáteis e de mesa. Os jogos eletrônicos produzidos pela Entex foram descritos como de "alta qualidade"  e a própria empresa usou o bordão "Jogos para o jogador exigente"  indicando que a parte mais cara do mercado foi especificamente direcionada. Muitos produtos da Entex foram reformulados e vendidos sob licença fora dos EUA.

### Jogos Eletrônicos Convencionais
A Entex produziu jogos eletrônicos baseados em LCD, LED e VFD, incluindo Grand Prix em 3D, Blast It, Defender e Pac Man 2, entre outros. Em 1976, a Entex Industries lançou o  console de videogame dedicado Gameroom Tele-Pong. 

### Jogos Eletrônicos Programáveis
A fim de competir com os consoles de vídeo, a Entex introduziu dois sistemas de jogos eletrônicos baseados em cartucho em 1981-1982, chamados de Select-A-Game e Aventure Vision. Em particular, o Adventure Vision, juntamente com seus cartuchos, tornou-se muito procurado como itens de colecionador.